# Nederlands braille
Nederlands braille is het alfabet voor het braille van de Nederlandse taal en wordt zowel in Nederland als Vlaanderen gebruikt.

## Geschiedenis
In Nederland werd braille in 1890 geïntroduceerd. In de jaren daarna kwamen vijf verschillende systemen voor samentrekkingen (vergelijkbaar met afkortingen in stenografie) in gebruik, waaronder een systeem dat gebaseerd was op de uitspraak.
In 1946 werd de Vlaams-Nederlandse Braille-commissie opgericht om te komen tot een uniform systeem van samentrekkingen voor het Nederlandse brailleschrift. 
De codes voor letters en interpunctie in het Nederlandse braille komen overeen met die van het unified international braille, dat sinds 1878 de standaard is voor de meeste braillealfabetten in de wereld. 

## Overzicht

### Letters
| a | b | c | d | e | f | g | h | i | j |
| k | l | m | n | o | p | q | r | s | t |
| u | v | x | y | z | ç | é | à | è | ù |
| â | ê | î | ô | û | ë | ï | ü | ö | w |

### Interpunctie
| , | ; | : | . | ? | ! | " | ( | * | ) |
| ' | @ | _ | - | / | § |   |   |   |   |

### Overige tekens
Met 6 braillepuntjes kan je slechts 63 combinaties maken. Na de bovenstaande (accent)letters en courante interpunctie zijn er daarvan al 56 opgebruikt. De zeven overgebleven combinaties gaan naar braillespecifieke tekens.
| Braillepunten 4 en 6       | Hoofdletterteken                                              |
| Braillepunten 4 en 5       | Permanent hoofdletterteken                                    |
| Braillepunten 3, 4, 5 en 6 | Cijferteken                                                   |
| Braillepunten 5 en 6       | Alfabetwisselingsteken                                        |
| Braillepunt 6              | Sleutelteken eerste betekenis                                 |
| Braillepunt 5              | Einderegelteken/Sleutelteken tweede betekenis                 |
| Braillepunt 4              | Voorteken in duim-, geboorte-, graad-, minuut en secondeteken |

## De regels
Er zijn allerlei strategieën nodig om met de beschikbare 63 combinaties zoveel mogelijk symbolen weer te geven. Zo "verspilde" Louis Braille geen 10 combinaties aan de cijfers, maar bedacht hij het cijferteken. Plaatst men dit teken voor de eerste tien letters van het alfabet dan worden het cijfers. Cijferteken abc wordt dan 123.
Verder hebben heel wat combinaties meerdere betekenissen, afhankelijk van hun context. De combinatie voor het ! wordt ook gebruikt voor + op voorwaarde dat er voor en na een spatie staat.
Waar toch verwarring mogelijk is, gebruikt men het sleutelteken tweede betekenis. Dezelfde combinatie braillepunten kan ç en & betekenen. Ampersand komt minder vaak voor dus is dit de tweede betekenis en moet het worden voorafgegaan door het sleutelteken tweede betekenis.
De regels verschillen van taalgebied tot taalgebied. Elke taal heeft zijn specifieke tekens, die niet allemaal kunnen worden voorgesteld met de 63 beschikbare combinaties. De regels voor het Nederlands zijn vastgelegd in de braillestandaard voor algemeen gebruik in het Nederlandse taalgebied.